# Santa María de Huerta
Santa María de Huerta ist ein Ort und eine Gemeinde (municipio) mit 242 Einwohnern (Stand: 2024) im Südosten der Provinz Soria und der Autonomen Gemeinschaft Kastilien-León in Spanien.

## Lage und Klima
Der Ort Santa María de Huerta liegt am Río Jalón, einem Nebenfluss des Ebro, gut 80 km (Fahrtstrecke) südöstlich der Provinzhauptstadt Soria in einer Höhe von etwa 760 m. Die historisch und kulturell bedeutsame Kleinstadt Medinaceli befindet sich gut 30 km südwestlich. Das Klima ist im Winter rau, im Sommer dagegen gemäßigt bis warm; Regen (ca. 430 mm/Jahr) fällt übers Jahr verteilt.

## Bevölkerungsentwicklung
| Jahr      | 1857 | 1900 | 1950  | 2000 | 2017 |
| Einwohner | 332  | 573  | 1.232 | 449  | 285  |

Als Folge zunehmender Trockenheit, der Mechanisierung der Landwirtschaft, der Aufgabe von zahlreichen bäuerlichen Kleinbetrieben und des daraus resultierenden geringeren Arbeitskräftebedarfs ist die Zahl der Einwohner seit der Mitte des 20. Jahrhunderts konstant rückläufig.

## Wirtschaft
Die Landwirtschaft, auch die Milch- und Weidewirtschaft, spielte über Jahrhunderte hinweg die wichtigste Rolle im vorwiegend auf Selbstversorgung ausgerichteten Wirtschaftsleben der Gemeinde. Im Ort selbst haben sich Händler, Handwerker und Dienstleister aller Art niedergelassen. Seit den 1970er Jahren hat der Tourismus eine immer größer werdende Bedeutung im Wirtschaftsleben erlangt.

## Geschichte
Auf einer Bergkuppe in der Nähe des Ortes finden sich Ruinen aus zum Teil behauenen großen Steinquadern, deren Alter und Zweck unbestimmt sind; man bringt sie mit einem keltiberischen Castrum in Verbindung. Römer, Westgoten und selbst die Mauren hinterließen keine Spuren und so beginnt die eigentliche Geschichte des eher abgelegenen Ortes sehr wahrscheinlich erst mit der Gründung des Zisterzienserklosters im Jahr 1144. Für dessen Bau und Unterhaltung griffen die Mönche manchmal auch auf Hilfskräfte zurück, die sich allmählich auch in der Umgebung des Klosters niederließen. Im Jahr 1886 rief König Alfons XIII. zugunsten von Antonio María del Valle y Serrano die Markgrafschaft Villa-Huerta (Marquesado de Villa-Huerta) ins Leben.

## Sehenswürdigkeiten

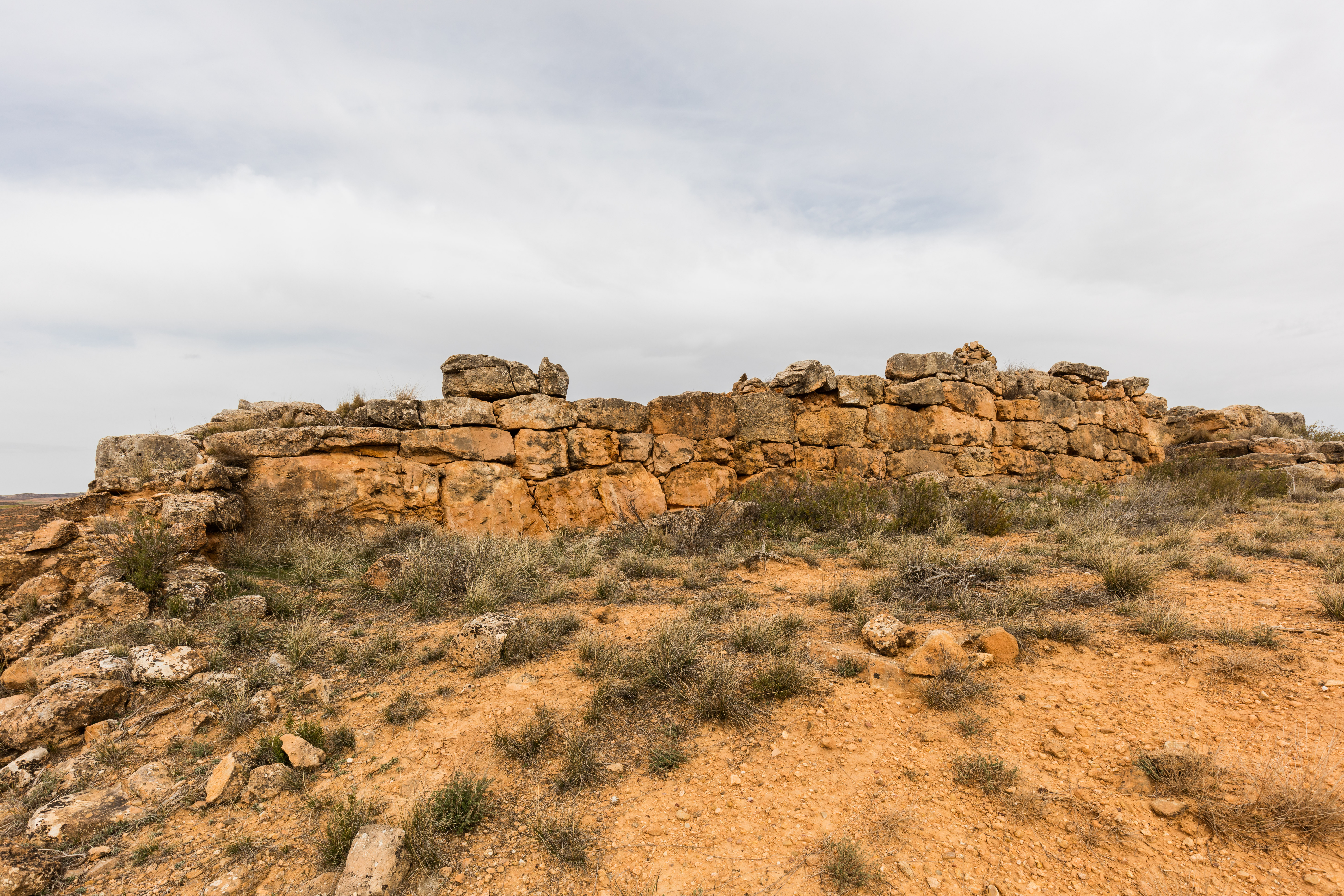
Keltiberische Höhenfestung

- Das Kloster Huerta wurde im Jahr 1144 gegründet und ist in wesentlichen Teilen im Originalzustand erhalten. Im Zuge der Desamortisation wurde es im Jahr 1833 aufgelöst. Im Jahr 1930 wurde es vom Trappistenorden übernommen.[4]
- Die Casa Palacio de la Marquesa de Villa Huerta ist ein zinnenbekrönter eingeschossiger Bau des ausgehenden 19. Jahrhunderts.

Umgebung
- Ca. 2 km südlich des Ortes befindet sich die Ruine des Castillo de Belimbre, über dessen Bauzeit und weitere Geschichte so gut wie nichts bekannt ist.[5][6]
- Die unmittelbar an der Grenze zu Aragonien befindliche Anhöhe mit den Überresten der keltiberischen Höhenfestung kann bestiegen werden.